# Minstrels
Pour un article plus général, voir Préludes de Debussy.
Minstrels est le douzième et dernier prélude du premier livre des Préludes pour piano de Claude Debussy. 

## Présentation
Minstrels est composé le 5 janvier 1910, et créé à Paris le 10 février 1911, salle des Agriculteurs, par Ricardo Viñes. L'œuvre est également donnée le 29 mars 1911 lors d'un Concert Durand, salle Érard, par le compositeur au piano, puis au sein du cycle complet du premier livre des Préludes, le 3 mai 1911 à la salle Pleyel, par Jane Mortier.
Le prélude peint « une esquisse dans le style du music-hall américain de l'époque ».

## Analyse et commentaires
Minstrels, d'une durée moyenne d'exécution de deux minutes trente environ, est en sol majeur, Modéré (nerveux et avec humour), à 
.
Pour Alfred Cortot, le morceau est une « évocation humoristique et géniale de l'atmosphère de music-hall. Des pîtres anglais  se livrent flegmatiquement sur la scène à des évolutions trépidantes, pendant qu'une bouffée de musique sensuelle suggère le charme facile du lieu de plaisir ».
Pour Éric Lebrun, l'évocation est celle d'un ensemble de jazz américain. Quoi qu'il en soit, « c'est une de ces pochades dans la manière pince-sans-rire d'un Toulouse-Lautrec, d'une grâce enjouée et railleuse, qui révèle l'humour très anglo-saxon d'un certain Debussy ».
Musicalement, le prélude est un assemblage d'éléments contrastés, « répétés dans le désordre [...] : le motif de l'introduction, où gruppettos et basses staccato suggèrent banjos et tambours [...] ; une ritournelle claironnante, reprise huit fois dans le morceau, avec des accentuations variées, précédée ou non de secondes hoquetantes ; un intermède « quasi tambouro » [...] ; et quelques lambeaux de thèmes, toujours ironiques , soit de danse raide (mes. 13, 23), soit de marche moqueuse (mes. 37), soit de rengaine sentimentale (mes. 64), avec çà et là quelques cuivres glapissants et désaccordés ».
Pour Guy Sacre, c'est « une réussite incomparable, d'un goût suprême, conquis sur ce « mauvais goût », qu'il frôle à chaque instant ; ce premier livre de Préludes, gorgé de merveilles, n'a pas à rougir de finir sur un pied de nez... ».
Dans le catalogue des œuvres du compositeur établi par le musicologue François Lesure, Minstrels porte le numéro L 125 (117) no 12.
À l'intention de son ami le violoniste Arthur Hartmann, Claude Debussy a réalisé en 1914 une transcription du prélude pour violon et piano, publiée la même année par Durand. Nicolas Slonimsky relève l'humour « caractéristique » du compositeur, qui donne comme sous-titre de cette transcription « pour piano et Hartmann ».

## Discographie sélective
- Debussy : Piano works Vol. 4, François-Joël Thiollier (piano), Naxos 8.553293, 1998[10].
- Debussy: Préludes, Steven Osborne (piano), Hyperion Records CDA 67530, 2006[11].
- Debussy : Complete Works for Piano, Volume 1, Jean-Efflam Bavouzet (piano), Chandos Records CHAN 10421, 2007[12].
- Debussy : The Solo Piano Works, Noriko Ogawa (piano), BIS Records CD 1955/56, 2012[13].
- Claude Debussy : The complete works, CD 3, Yuri Egorov (piano), Warner Classics, 2018[14].